# Jan Synoradzki
Jan Synoradzki (ur. 19 października 1958) – polski piłkarz, występujący na pozycji napastnika.

## Życiorys
Seniorską karierę rozpoczął w 1976 roku w Chojniczance Chojnice. 31 października 1981 roku zdobył gola w przegranym 1:2 meczu 1/16 finału Pucharu Polski z Widzewem Łódź. Po tamtym meczu Widzew był zainteresowany jego pozyskaniem, jednak Synoradzki nie przeszedł wówczas do łódzkiego klubu. W 1985 roku został piłkarzem Bałtyku Gdynia. W I lidze zadebiutował 28 lipca w przegranym 0:2 spotkaniu ze Stalą Mielec. W sezonie 1985/1986 rozegrał 26 spotkań w lidze, zdobywając trzy bramki. Po sezonie spadł z Bałtykiem z ligi. W gdyńskim klubie rozegrał jeszcze sześć meczów w rundzie jesiennej sezonu 1986/1987, po czym odszedł z Bałtyku.
W 2015 roku otrzymał srebrną odznakę honorową Polskiego Związku Piłki Nożnej.